# 몬트리올 원더러스
몬트리올 원더러스(영어: Montreal Wanderers)는 1903년부터 1918년까지 퀘벡주 몬트리올을 연고지로 하는 NHL 소속 아이스 하키팀이다. 1918년 몬트리올 아레나에 불 나서 팀이 해체되었다.

## 역대 홈경기장
| 경기장            | 사용기간                    | 수용인원 | 장소                | 비고 |
| ----------------- | --------------------------- | -------- | ------------------- | ---- |
| 몬트리올 원더러스 |                             |          |                     |      |
| 몬트리올 아레나   | 1903년~1909년 1911년~1918년 | 4,300명  | 퀘벡주 웨스트마운트 | 빈칸 |
| 주빌리 아레나     | 1909년~1910년               | 3,200명  | 퀘벡주 몬트리올     | 빈칸 |

## 같이 보기
- 카나디앵 드 몽레알
- 몬트리올 마룬스
- 내셔널 하키 협회